# Umong Seuribee
Umong Seuribee is een bestuurslaag in het regentschap Aceh Besar van de provincie Atjeh, Indonesië. Umong Seuribee telt 773 inwoners (volkstelling 2010).